# Förderstedt
Förderstedt – dzielnica miasta Staßfurt w Niemczech, w kraju związkowym Saksonia-Anhalt, w powiecie Salzland.
Do 31 grudnia 2008 Förderstedt był samodzielną gminą, wchodzącą w skład w wspólnoty administracyjnej Staßfurt, do której należały:
- Atzendorf
- Brumby
- Glöthe
- Löbnitz
- Üllnitz